# 3. šahovska olimpijada
3. šahovska olimpijada je potekala med 13. in 27. julijem 1930 v hamburškem Provinzialloge von Niedersachsen (Nemčija).
Poljska je osvojila prvo mesto, Madžarska drugo in Nemčija tretje.
Sodelovalo je 88 šahistov v 18 reprezentancah; odigrali so 605 partij od načrtovanih 612.

## Države udeleženke
- Anglija (Mir Sultan Khan, Frederick Yates, William Winter, ...)
- Avstrija (Josef Lokvenc, ...)
- Češkoslovaška (Salomon Flohr, Karel Treybal, ...)
- Danska (Åge Olsen, ...)
- Finska (...)
- Francija (Aleksander Aleksandrovič Aljehin, A. Voisin, ...)
- Islandija (Einar Þorvaldsson, ...)
- Latvija (Vladimirs Petrovs, Movsas Feigins, ...)
- Litva (Leonardas Abramavičius, ...)
- Madžarska (Géza Maróczy, Sandor Takacs, Endre Steiner, ...)
- Nemčija (Carl Ahues, Friedrich Sämisch, Carl Carls, Kurt Richter,...)
- Nizozemska (Daniël Noteboom, ...)
- Norveška (...)
- Poljska (Akiba Rubinstein, Ksawery Tartakower, Dawid Przepiórka, Kazimierz Makarczyk, Paulin Frydman)
- Romunija (Abraham Baratz, ...)
- Španija (Valentín Marin y Llovet, Manuel Golmayo de la Torriente, ...)
- Švedska (Gideon Ståhlberg, Gösta Stoltz, ...)
- ZDA (Isaac Kashdan, Frank James Marshall, ...)